# Karel Čurda
Karel Čurda (n. 10 octombrie 1911, Stará Hlína⁠(d), Boemia de Sud, Cehia – d. 29 aprilie 1947, Praga, Cehoslovacia) a fost un colaborator nazist ceh devenit cunoscut în timpul celui de-al Doilea Război Mondial. El a făcut parte din armata cehoslovacă în exil și a fost parașutat în Protectoratul Boemiei și Moraviei în 1942 ca membru al grupului de sabotaj Out Distance. După ce a fost prins de germani, și-a trădat camarazii cehi și slovaci participanți la atacul desfășurat împotriva înaltului oficial nazist Reinhard Heydrich în Praga în timpul  Operațiunii Anthropoid.
Pentru actul său de trădare, Čurda a fost recompensat cu 1.000.000 de mărci și a primit o nouă identitate – Karl Jerhot. El s-a căsătorit cu o etnică germană și a fost colaborator al Gestapoului în restul perioadei de război.
După război, Čurda a fost urmărit și arestat pentru a fi judecat. Întrebat de tribunal de ce și-a trădat camarazii, el a răspuns: „Cred că și voi ați fi făcut același lucru pentru 1 milion de mărci”. Karel Čurda a fost găsit vinovat de trădare și spânzurat la 29 aprilie 1947.